# Toftanäs
Toftanäs är ett delområde i stadsdelen Husie i Malmö.
Toftanäs industriområde är ett av de nyare i kommunen, mellan Toftanäsvägen och Tullstorpsvägen, norr om Sallerupsvägen. Det började exploateras 1992 när Posten byggde sin terminal på området. Postterminal Toftanäs förkortas ofta med UPK Malmö (Utrikes Post Kontroll Malmö) när postförsändelser går på import/export via denna terminal.[källa behövs]
I Toftanäs har Bergkvarabuss en depå.